# Хуанлу (футболіст, 1980)
Хуан Луїс Гомес Лопес (ісп. Juan Luis Gómez López, нар. 8 травня 1980, Малага), відомий як Хуанлу (ісп. Juanlu) — іспанський футболіст, що грав на позиції півзахисника, зокрема за клуби «Реал Бетіс», «Осасуна» та «Леванте».

## Ігрова кар'єра
Народився 8 травня 1980 року в Малазі. Вихованець футбольної школи клубу «Дон Беніто». Дорослу футбольну кар'єру розпочав 2000 року в основній команді того ж клубу, а наступного року грав за «Мармоль Макаель».
2002 року став гравцем третьолігової «Альмерія», протягом наступних років грав за цю команду і на рівні Сегунди, а також в оренді за «Аліканте». У сезоні 2004/05 дебютував на рівні Ла-Ліги у складі   «Нумансія». Команда того сезону втратила місце в елітному дивізіоні, проте Хуанлу продовжив там виступи, перейшовши до клубу «Реал Бетіс». Утім пробитися до основного складу цієї команди із Севільї не вдалося і, провівши за неї лише декілька ігор, гравець був відданий в оренду до друголігового «Альбасете». Згодом на аналогічних умовах грав за «Осасуну» у першому дивізіоні і за «Кордову» у другому.
2009 року став гравцем «Леванте», у першому ж сезоні допоміг йому здобути підвищення в класі до Ла-Ліги, де й відіграв наступні три сезони.
Частину сезону 2013/14 провів у грецькому «Каллоні», після чого повернувся на батьківщину, де того ж року й завершив кар'єру виступами за «Кордову» у Сегунді.